# Bram Beekman
Bram Beekman (Vlissingen, 5 november 1949 – Middelburg, 30 maart 2016), was een Nederlands organist en componist.

## Levensloop
Beekman studeerde van 1967 tot 1972 orgel aan het Brabants Conservatorium in Tilburg bij Louis Toebosch. Na het behalen van diverse diploma’s, waaronder het solistendiploma, studeerde hij verder in Wenen bij Anton Heiller. In 1975 behaalde hij de Prix d’Excellence.
In 1973 nam hij deel aan de internationale orgelwedstrijd in Brugge, in het kader van het Festival Musica Antiqua en behaalde er de Derde prijs, ex aequo met Martin Lücker en Bernhard Marx. 
In 1980 werd hij docent orgel aan het Brabants Conservatorium. Hij leidde daar organisten op als Albert Clement, Katrien Koeijvoets, Kees Geluk en Tannie van Loon. In 1997 werd hij organist van de Oostkerk in Middelburg. Hij gaf veel concerten in binnen- en buitenland en verleende regelmatig zijn medewerking aan radio- en tv-opnamen.
Regelmatig stonden concerten op het programma, in binnen- en buitenland. In 2008 concerteerde hij enkele malen tijdens een orgelfestival in Beijing (China) in The National Centre for the Performing Arts.
Beekman heeft composities voor orgel, koor en orkest op zijn naam staan.
Hij heeft het complete orgel-oeuvre van Johann Sebastian Bach op veertien barokorgels in Nederland opgenomen (totaal negen dubbel cd’s van het label LBCD) 
Het volledige orgelwerk van César Franck, gespeeld op het Cavaillé-Coll-orgel van de Cathédrale Jean-Baptiste in Perpignan (Frankrijk), verscheen op drie cd’s.
In 2009 nam hij Bachs Orgelbüchlein (BWV 599-644) op, uitgevoerd op het De Rijckere-orgel van de Oostkerk in Middelburg (label Prestare).
In 2014 werd hij Ridder in de Orde van Oranje-Nassau. Beekman was meer dan 48 jaar actief als organist, componist en pedagoog. 
Hij werd in september 2015 ziek en eind maart 2016 overleed hij op 66-jarige leeftijd.

## Onderscheidingen
- Zilveren medaille van de Franse Société Académique Arts-Sciences-Lettres (2000)